# Eleições parlamentares europeias de 1979 (Bélgica)
As eleições parlamentares europeias de 1979 na Bélgica, realizadas a 10 de Junho, serviram para eleger a delegação do país para o Parlamento Europeu. O colégio eleitoral flamengo elegeu 13 membros e o colégio eleitoral francês elegeu 11 membros. 

## Resultados Nacionais

### Colégio flamengo
| Partido | Partido                         | Votos     | %               | Deputados |
| ------- | ------------------------------- | --------- | --------------- | --------- |
|         | Democratas-Cristãos e Flamengos | 1 607 941 | 48,09 / 100,00  | 7 / 13    |
|         | Partido Socialista              | 698 889   | 20,90 / 100,00  | 3 / 13    |
|         | Liberais e Democratas Flamengos | 512 363   | 15,32 / 100,00  | 2 / 13    |
|         | União Popular                   | 324 540   | 9,71 / 100,00   | 1 / 13    |
|         | Agalev                          | 77 986    | 2,33 / 100,00   | 0 / 13    |
|         | Outros                          | 121 783   | 3,64 / 100,00   | 0 / 13    |
| Total   | Total                           | 3 343 502 | 100,00 / 100,00 | 13 / 13   |

### Colégio francês
| Partido | Partido                            | Votos     | %               | Deputados |
| ------- | ---------------------------------- | --------- | --------------- | --------- |
|         | Partido Socialista                 | 575 824   | 27,43 / 100,00  | 4 / 11    |
|         | Partido Social Cristão             | 445 912   | 21,24 / 100,00  | 3 / 11    |
|         | Frente Democrática dos Francófonos | 414 603   | 19,75 / 100,00  | 2 / 11    |
|         | Partido Reformador Liberal         | 372 904   | 17,76 / 100,00  | 2 / 11    |
|         | Ecolo                              | 107 833   | 5,14 / 100,00   | 0 / 11    |
|         | Partido Comunista da Bélgica       | 106 023   | 5,05 / 100,00   | 0 / 11    |
|         | Outros                             | 76 377    | 3,64 / 100,00   | 0 / 11    |
| Total   | Total                              | 2 099 476 | 100,00 / 100,00 | 11 / 11   |